# 25490 Kevinkelly
A 25490 Kevinkelly (ideiglenes jelöléssel 1999 XN84) a Naprendszer kisbolygóövében található aszteroida. A LINEAR projekt keretében fedezték fel 1999. december 7-én.